# 费迪南德·冯·林德曼
卡尔·路易斯·费迪南德·冯·林德曼（德語：Carl Louis Ferdinand von Lindemann，1852年4月12日—1939年3月6日）是一名德国数学家，1882年证明π是一个超越數，即不是任意整系数代数多项式的根。林德曼因此解决了化圆为方问题。

## 生平與教育
林德曼出生於漢諾瓦王國首都漢諾威，他的父親費迪南·林德曼在漢諾威的文理中學教授現代語言。他的母親艾米莉克·魯修斯是文理中學校長的女兒。隨後，他們搬到施威林，年輕的林德曼便在那裏就學。
最初，他在哥廷根，愛爾朗根和慕尼黑學習數學。在愛爾朗根，他進行關於非歐幾何的研究，並得到由菲利克斯·克萊因指導的博士學位。 林德曼隨後在符茲堡和弗萊堡大學任教。在弗萊堡期間，林德曼設計他有關π是一個超越數的證明（見林德曼-魏爾斯特拉斯定理）。其後，林德曼轉任到柯尼斯堡大學教書。作為柯尼斯堡的教授，林德曼擔任數學家大衛·希爾伯特，赫爾曼·閔考斯基和阿諾·索末菲的博士學位指導教授。

## 超越性證明
在1882年，林德曼發表了他最廣為人知的結果，即π的超越性。他的方法類似於夏爾·埃爾米特9年前使用的方法，後者證明了自然對數的的底e是超越數。在林德曼的發表證明之前，眾所皆知，如果π是超越數，那就不可能用圓規和直尺解決化圓為方的問題。